# Al-Muqtafi
Al-Muqtafi li-amr Allah Abu Abd Allah Muhammad ibn al-Mustazhir (arabisch المقتفي لأمر الله أبو عبد الله محمد بن المستظهر, DMG al-Muqtafī li-ʾamri ’llāh Abū ʿAbd Allāh Muḥammad b. al-Mustaẓhir; * 9. April 1096; † 12. März 1160) war von 1136 an bis zu seinem Tod der einunddreißigste Kalif aus der Dynastie der Abbasiden.

## Leben
Al-Muqtafi wurde 1136 als Sohn von al-Mustazhir vom Seldschukensultan Masud zum Nachfolger von ar-Raschid (1135–1136) bestimmt. Wie schon al-Mustarschid (1118–1135) nutzte er die zunehmenden Machtkämpfe seiner seldschukischen Oberherren zur Ausweitung seines Einflusses. Nach Masuds Tod (1152) und dem Abzug der seldschukischen Garnison aus Bagdad konnte al-Muqtafi mit Hilfe des Wesirs Aun ad-Din Ibn Hubaira ein Heer unter Ausschluss türkischer Söldner (d. h. aus Arabern und Kurden) aufbauen; Bagdad wurde wieder befestigt. Durch den Einzug seldschukischer Militärlehen (iqta) konnte al-Muqtafi auch die finanzielle Grundlage seiner Herrschaft ausbauen. Bald übte er als erster Kalif seit über 200 Jahren wieder reale Macht im Irak zwischen Tikrit und Basra aus.
Nachdem 1154 – Sultan in Hamadan war mittlerweile Muhammad II. – ein seldschukischer Feldzug gegen Bagdad bei Bazimza gescheitert war und al-Muqtafi 1155 den Seldschukenprinzen Sulaiman-Schah als Gegensultan anerkannt und bei dessen vergeblichen Versuch, Dschibal zu erobern, unterstützt hatte, versuchte Sultan Muhammad 1157 erneut, die Unterwerfung der Abbasiden zu erzwingen. Es kam zu heftigen Kämpfen, in die auch die Zengiden und Mazyadiden verwickelt wurden, doch sollte die Belagerung von Bagdad dank al-Muqtafis und Ibn Hubairas geschickter Propaganda und Diplomatie letztlich scheitern. So hatte der Kalif erreicht, dass Eldigüz, der Atabeg von Aserbaidschan in Persien einrückte, was Muhammad zum Rückzug zwang und die Unabhängigkeit der Abbasiden sicherte. Nach Muhammads Tod (1159) wurde al-Muqtafis Kandidat Sulaiman-Schah kurzzeitig Sultan (1160); dem Kalifen selbst folgte wenig später sein Sohn al-Mustandschid (reg. 1160–1170) nach.
| Vorgänger  | Amt                           | Nachfolger      |
| ---------- | ----------------------------- | --------------- |
| ar-Raschid | Kalif der Abbasiden 1136–1160 | al-Mustandschid |

| Personendaten    | Personendaten |
| ---------------- | --- |
| NAME             | Muqtafi, al- |
| ALTERNATIVNAMEN  | Muqtafi li-amr Allah Abu Abd Allah Muhammad ibn al-Mustazhir, al- (vollständiger Name); المقتفي لأمر الله أبو عبد الله محمد بن المستظهر (arabisch) |
| KURZBESCHREIBUNG | Kalif der Abbasiden |
| GEBURTSDATUM     | 9. April 1096 |
| STERBEDATUM      | 12. März 1160 |